# Góry Hostyńsko-Wsetyńskie
Góry Hostyńsko-Wsetyńskie (513.43; cz. Hostýnsko-vsetínská hornatina) – mezoregion w łańcuchu Karpat Słowacko-Morawskich w Zewnętrznych Karpatach Zachodnich. Leżą w środkowych Morawach na terenie Czech, niewielki skrawek na wschodnim skraju należy do Słowacji. Najwyższy szczyt to Vysoká, 1024 m n.p.m. Według czeskiej regionalizacji góry te należą do Beskidów Zachodnich (Západní Beskydy).
Mezoregion Gór Hostyńsko-Wsetyńskich składa się z dwóch pasm górskich – Gór Hostyńskich na zachodzie i Gór Wsetyńskich na wschodzie, rozdzielonych doliną Górnej Beczwy. Oba pasma są zbudowane z fliszu karpackiego. 
Na północy jednostka graniczy z Pogórzem Morawsko-Śląskim i z Beskidem Morawsko-Śląskim, na wschodzie przechodzi w Jaworniki, na południu – w Góry Wizowickie, na zachodzie na niewielkim odcinku opada w Obniżenie Górnomorawskie.